# Janus Genelli

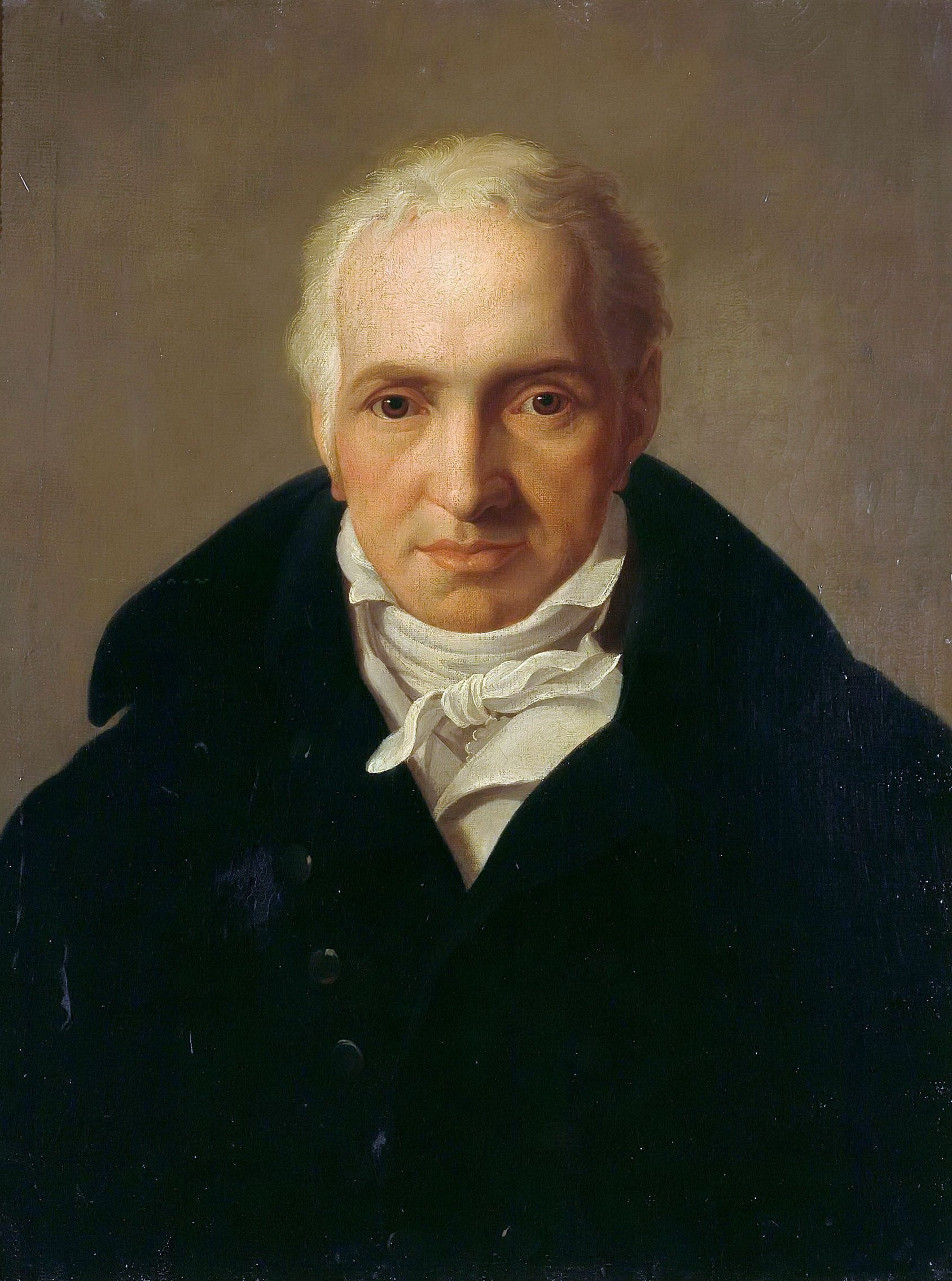
Janus Genelli (Porträt durch Friedrich Bury)

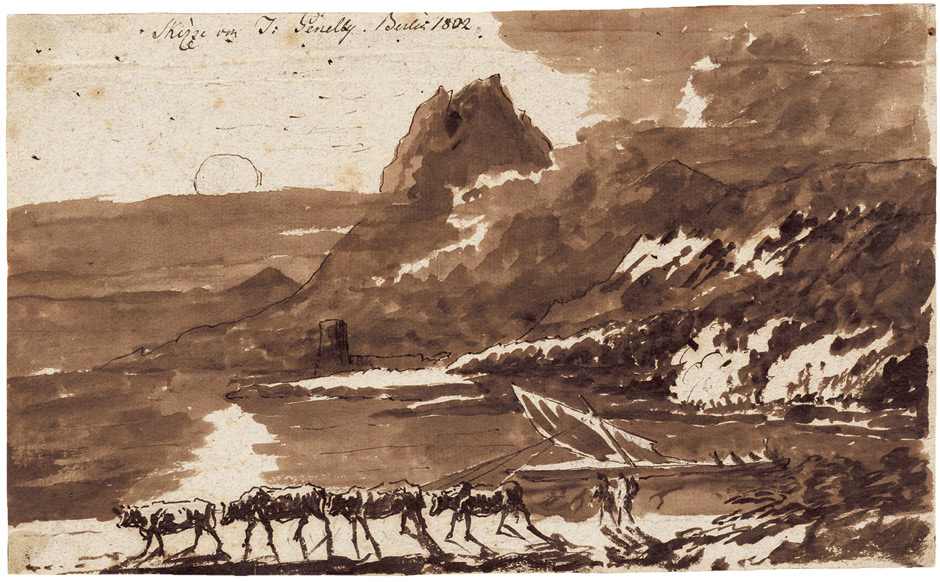
Treidler vor felsiger Küste, 1802

Janus Genelli (* 1761 in Kopenhagen; † 1813 in Berlin) war ein Landschaftsmaler des Klassizismus.

## Leben
Janus Genelli stammte aus einer ursprünglich römischen, um 1730 nach Kopenhagen ausgewanderten Künstlerfamilie. Sein Vater Joseph arbeitete als Seidensticker. 1774 kam er auf Umwegen über Wien mit seiner Familie nach Berlin. Hier wurde er nach 1780 Schüler des Direktors der Berliner Akademie Blaise Nicolas Le Sueur. 1786 unternahm er gemeinsam mit seinem Bruder, dem Architekten Hans Christian Genelli, eine Studienreise über Dresden nach Rom. Dort machte er mit Jakob Philipp Hackert Bekanntschaft, der großen Einfluss auf seine Landschaftskonzeptionen hatte. Ab 1803 war er Zeichenlehrer der Königin Luise von Preußen und des damals achtjährigen Kronprinzen Friedrich Wilhelm.
Genellis Bilder zeichnen sich durch ideale, glänzende und warme Farbgebung aus, selbst da, wo sie die Natur von ihrer düsteren Seite darstellen. Zu seinen besten Werken gehören einige Darstellungen von Harzgegenden. Genellis Gesamtwerk ist gering und heute wenig verbreitet. In den Augen seiner Zeitgenossen soll der Künstler jedoch als genial gegolten haben.
Genelli war mit Carl von Brühl, dem Seifersdorfer Grafen und späteren Intendanten der königlichen Theater zu Berlin (1815–1828), befreundet. Sie lernten sich 1792 kennen.
Janus Genelli ist der Vater des Malers Bonaventura Genelli. Genelli und Brühl waren viele Jahre befreundet und die Genellis besuchten Karl auch in Seifersdorf (Wachau). 1803 wurde Karl von Brühl der Pate von Bonaventura Genelli.